# Ruta Estatal de California 114
La Ruta Estatal de California 114, y abreviada SR 114 (en inglés: California State Route 114) es una carretera estatal estadounidense ubicada en el estado de California. La carretera inicia en el Sur desde la US 101     en East Palo Alto hacia el Norte en la SR 84     en Menlo Park. La carretera tiene una longitud de 1,5 km (0.926 mi).

## Mantenimiento
Al igual que las autopistas interestatales, y las rutas federales y el resto de carreteras estatales, la Ruta Estatal de California 114 es administrada y mantenida por el Departamento de Transporte de California por sus siglas en inglés Caltrans.

## Cruces
| Localidad | Miliario | Destinos                                                | Notas                              |
| --- | -------- | ------------------------------------------------------- | ---------------------------------- |
| East Palo Alto | 5.00     | Willow Road                                             | Continuación más allá de la US 101 |
| East Palo Alto | 5.00     | US 101 (Bayshore Freeway) – San José                    | Interchange                        |
| Menlo Park | 5.93     | SR 84 (Bayfront Expressway) – Puente Dumbarton, Fremont |                                    |
| 1.000 mi = 1.609 km; 1.000 km = 0.621 mi Cerrada/Antigua • Terminal concurrente • Acceso incompleto • Propuesta/Sin abrir |          |                                                         |                                    |